# Liste der Kulturgüter in Leuzigen
Die Liste der Kulturgüter in Leuzigen enthält alle Objekte in der Gemeinde Leuzigen im Kanton Bern, die gemäss der Haager Konvention zum Schutz von Kulturgut bei bewaffneten Konflikten, dem Bundesgesetz vom 20. Juni 2014 über den Schutz der Kulturgüter bei bewaffneten Konflikten sowie der Verordnung vom 29. Oktober 2014 über den Schutz der Kulturgüter bei bewaffneten Konflikten unter Schutz stehen.
Objekte der Kategorie A sind im Gemeindegebiet nicht ausgewiesen, Objekte der Kategorie B sind vollständig in der Liste enthalten, Objekte der Kategorie C fehlen zurzeit (Stand: 14. März 2024). Unter übrige Baudenkmäler sind geschützte Objekte zu finden, die im Bauinventar des Kantons Bern als «schützenswert» verzeichnet sind.

## Kulturgüter
| Foto |                                                              | Objekt                            | Kat. | Typ | Standort                        | Beschreibung |
| ---- | ------------------------------------------------------------ | --------------------------------- | ---- | --- | ------------------------------- | --- |
| ja   | Datei hochladen · Wikidata zu Reformierte Kirche (Q29673135) | Reformierte Kirche KGS-Nr.: 01035 | B    | G   | Bürenstrasse 27 601050 / 224840 | Im 11. und 12. Jahrhundert erbautes Kirchengebäude, als Prioratskirche der Cluniazenser war sie bis zur Reformation dem Heiligen Johannes der Täufer geweiht. Saalkirche im romanischen Stil mit polygonalem Chor. 1793 spätbarock umgebaut und 1926 Hinzufügen des mächtigen Westturms nach Plänen von Karl Indermühle. Im Innern sind sechs Wappenscheiben aus dem Zeitraum 1519 bis 1539 zu finden. |

## Übrige Baudenkmäler
Hinweis: Anstelle der KGS-Nummer wird als Objekt-Identifikator (ID) die Grundstücksnummer verwendet.
| ID   | Foto |                                                                            | Objekt                             | Typ | Standort                                  | Beschreibung |
| ---- | ---- | -------------------------------------------------------------------------- | ---------------------------------- | --- | ----------------------------------------- | ------------ |
| 32   | ja   | Datei hochladen · Wikidata zu Ehemaliges Turmschulhaus (1662) (Q124849525) | Ehemaliges Turmschulhaus (1662)    | G   | Solothurnstrasse 4 601478 / 224883        |              |
| 808  | BW   | Datei hochladen                                                            | Speicher (1741)                    | G   | Eymattstrasse 4b 601586 / 224844          |              |
| 1427 | BW   | Datei hochladen                                                            | Ehemaliges Bauernhaus (1813)       | G   | Dorfstrasse 14 601672 / 224789            |              |
| 1579 | BW   | Datei hochladen                                                            | Gasthaus (1751)                    | G   | Bürenstrasse 3 601391 / 224880            |              |
| 1709 | ja   | Datei hochladen · Wikidata zu Speicher (1738) (Q124850561)                 | Speicher (1738)                    | G   | Bürenstrasse 24 601141 / 224902           |              |
| 1711 | BW   | Datei hochladen                                                            | Stöckli (um 1835)                  | G   | Bürenstrasse 28a 601045 / 224881          |              |
| 3128 | ja   | Datei hochladen                                                            | Schulhaus (1901)                   | G   | Solothurnstrasse 21 601656 / 224984       |              |
| 3165 | BW   | Datei hochladen                                                            | Bauernhaus (1865)                  | G   | Solothurnstrasse 16 601655 / 224921       |              |
| 3167 | BW   | Datei hochladen                                                            | Bauernhaus (1835)                  | G   | Eymattstrasse 1 601630 / 224878           |              |
| 3427 | ja   | Datei hochladen                                                            | Mühle (1821)                       | G   | Brunnadernstrasse 15, 15d 601892 / 224628 |              |
| 3481 | ja   | Datei hochladen                                                            | Gemeindehaus (1851)                | G   | Dorfstrasse 10 601616 / 224774            |              |
| 3496 | BW   | Datei hochladen                                                            | Hammer- oder Jaeggistock (1806/07) | G   | Bürenstrasse 6 601368 / 224948            |              |